# Sophie (musiker)
Sophie Xeon, känd mononymt som Sophie, född 17 september 1986 i Glasgow, död 30 januari 2021 i Aten, var en skotsk musiker, musikproducent, sångerska, låtskrivare och DJ. Hon jobbade bland annat ihop med A. G. Cook och GFOTY och producerade musik till artister som Charli XCX, Vince Staples, Kim Petras, Madonna, Let's Eat Grandma och Namie Amuro. 
Hon utgav sin första skiva, "Nothing More to Say" år 2013 och två år senare kom "Product" med åtta låtar hon tidigare hade spelat in. År 2018 släppte hon det Grammy-nominerade debutalbumet ”Oil Of Every Pearl's Un-Insides”.
Sophie var en HBTQ-ikon och flera av hennes texter handlar om livet som transkvinna. I en  intervju i tidskriften Paper, där hon också poserade naken, talar hon ut om fördelarna med att vara 
transsexuell.
Sophie dog på Attikon University Hospital i Aten den 30 januari 2021 efter att hon av en olyckshändelse hade fallit tre våningar ner från en balkong då hon hade försökt ta en bild på en fullmåne. Hon blev 34 år gammal.

## Utmärkelser
Asteroiden 10026 Sophiexeon är uppkallad efter henne.